# Mark Hollis
Mark David Hollis (født 4. januar 1955 i Tottenham, død 25. februar 2019) var en engelsk sanger, musiker og sangskriver. Han fik sit gennembrud som forsanger i 1980'er-bandet Talk Talk.
Talk Talk lagde ud med at spille et miks mellem synth-pop og art-rock, men Hollis' stemme ville længere end den naive poplyd. Hans stemme og kontroversielle tekster bragte dem på vej mod starten af post-rock med pladen Spirit of Eden.
I 1998 udgav han soloalbummet Mark Hollis, der fik fine anmeldelser, men trak sig tilbage kort tid efter udgivelsen af sit eneste soloalbum.